# Bertie Ahern
Bertie Ahern, eg. Patrick Bartholomew Ahern (på iriska Pádraig Parthalán Ó hEachtairn), född 12 september 1951 i Dublin, är en irländsk politiker. Han var 1994-2008 partiledare för Fianna Fáil och 1997-2008 republiken Irlands taoiseach (regeringschef).
Han blev ledamot av Dáil Éireann (det irländska parlamentets underhus) vid valet 1977. Han var arbetsmarknadsminister 1987-1991 och finansminister 1991-1994. Efter valet 1997 blev han Irlands hittills yngste taoiseach, då han bildade den koalitionsregering av Fianna Fáil och Progressive Democrats som tog över efter John Brutons "regnbågskoalition" (bestående av Fine Gael, Labour och Democratic Left). Hans regering omvaldes 2002 med utökad majoritet i Dáil Éireann.
Under hans tid som regeringschef slutfördes de förhandlingar som ledde fram till långfredagsavtalet 1998. Som ordförande för Europeiska rådet under första halvåret 2004 ledde han de förhandlingar inom Europeiska unionen som i juni resulterade i en överenskommelse om det nya konstitutionella fördraget för EU.
Ahern tillkännagav den 2 april 2008 sin avgång som partiledare och taoiseach, den senare posten per den 6 maj. Den 9 april 2008 ersattes Ahern som partiledare av finansministern Brian Cowen, som också tog över som taoiseach den 7 maj 2008.
Han har två döttrar, en som heter Georgina Ahern och som är gift med Westlife-medlemmen Nicky Byrne. Den andra heter Cecelia Ahern och är en framgångsrik författare.